# Мониторинг акватории
Мониторинг акватории в зоне нефтедобычи — многоуровневый мониторинг среды, который включает исследования дна акватории с помощью донных станций, космического мониторинга, контактных измерений (проб воды в зоне нефтедобычи). 
Системы мониторинга акватории разрабатываются и применяются в ведущих нефтедобывающих странах. 

## Для мониторинга используют
- радиолокатор бокового осмотра (обнаружение нефтяных плёнок на поверхности моря),
- сканирующий фторометрический лидар (обнаружение и оценка толщин нефтяных плёнок, идентификация типа загрязнения), глубоководные зонды (взятие проб водной среды),
- спутник со специальной съёмочной и радио- и телеаппаратурой,
- комплекс сейсмических и гидроакустических датчиков,
- донно-буевая автономная сейсмостанция с оперативной космической связью.